# لنداسکیپرز (مینی‌سریال)
لنداسکیپرز (انگلیسی: Landscapers) یک مینی‌سریال درام به نویسندگی اد سینکلر و کارگردانی ویل شارپ است. داستان این مینی‌سریال حول محور داستان واقعی قتل‌های ویلیام و پاتریشیا وایچرلی از ساکنان ناتینگهام‌شر در سال ۱۹۹۸ جریان دارد. الیویا کلمن و دیوید تیولیس بازیگران اصلی این مجموعه هستند.
لنداسکیپرز پس از انتشار نقدهای مثبتی دریافت کرد. این مجموعه در وبگاه راتن تومیتوز، دارای امتیاز کلی تأیید ۱۰۰٪ با میانگین امتیاز ۸٫۳۰/۱۰ بر اساس ۲۷ بررسی است. اجماع کلی این وبگاه می‌گوید: «لنداسکیپرزسبک معمایی را در یک داستان واقعی باورنکردنی با نتایج متفاوت قرار می‌دهند، اما الیویا کلمن و دیوید تیولیس این پوچی را با اجراهای فوق‌العاده نشان می‌دهند».

## بازیگران
- الیویا کلمن
- دیوید تیولیس
- ساموئل اندرسون
- دیوید هیمن